# Сражение при Зимбахе
Сражение при Зимбахе (нем. Schlacht bei Simbach) — сражение эпохи Войны за австрийское наследство между войсками габсбургской монархии и армией Баварского курфюршества, состоявшееся 9 мая 1743 года и закончившееся тяжелым поражением баварских войск. 
После отступления из Праги в 1742 году французам, баварцам и гессенским союзникам удалось отвоевать Баварию, и до весны 1743 года были небольшие стычки. Однако зимой принц Карл Лотарингский собрал австрийскую армию численностью от 70 000 до 80 000 человек и весной начал наступление на Баварию. 6 мая австрийская армия переправилась через Инн по трем наспех построенным мостам.
Поскольку французские гарнизоны, размещенные вдоль Инна, отошли к своим основным силам, стоявшим у Ландау на Изаре, генерал граф Минуччи, стоявший возле Зимбаха всего с 8000 баварских сил, оказался изолирован. У него был приказ отступить, если противник окажется слишком силен. Хотя Минуччи узнал от шпионов, что Карл Лотарингский значительно превосходит его численностью, он решил удержать свои позиции, которые, по его мнению, были неприступными, и запросил подкрепление.
Сначала австрийский авангард Берлихингена столкнулся с мощными баварскими окопами у Эрлаха, и пришлось подтянуть 4 орудия, после чего гарнизон (280 баварцев) сдаться.
Ручей Зимбах казался непроходимым, особенно перед баварским лагерем. Все зависело от обходного маневра авангарда Берлихингена, которых должны были поддержать гусары Надашди. Вскоре левое крыло баварцев было атаковано с фронта и фланга. В это время австрийской пехоте удалось переправиться через ручей и заставить отступить баварцев и гессенцев. Отступающие баварцы попали под шквальный огонь австрийской пехоты, стоявшей на мельнице.  

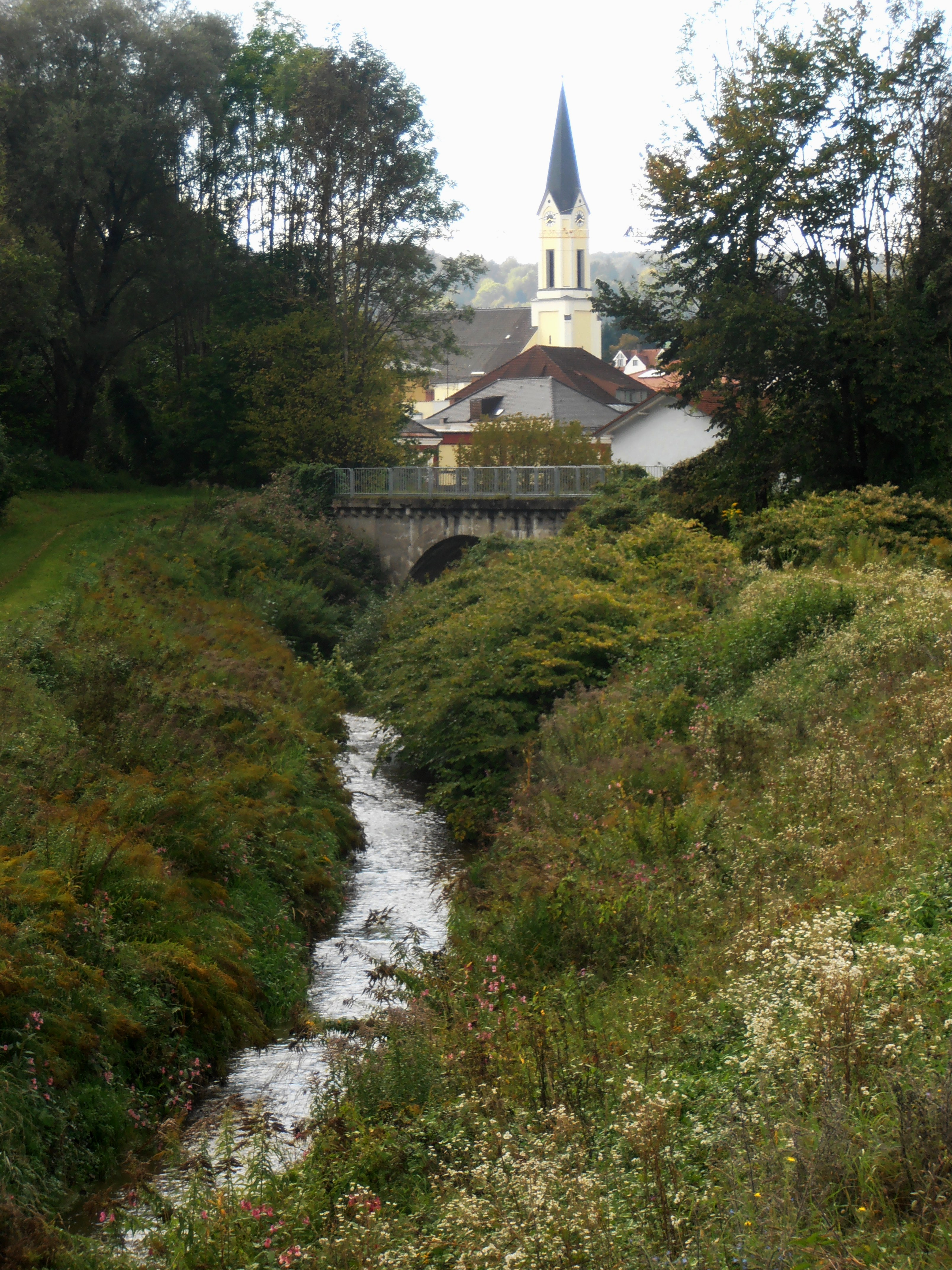
Ручей Зимбах, разделявший войска противников.

Отступление баварцев завершилось разгромом. Зимбах был полностью разрушен. Из-за усилившегося давления со стороны австрийцев большинство бежало к Браунау. Сначала многие смогли войти в город. Однако потом гарнизон запер ворота, опасаясь преследующих австрийцев. Многие баварцы, загнанные преследователями в Инн, утонули в реке. Гусары Надаши преследовал бегущих баварцев по дороге в Марктль.
Потери баварцев оцениваются в 4000 человек убитыми, взятыми в плен и утонувшими. Поскольку многие из тех, кто смог убежать, дезертировали из армии, можно предположить, что армия Минуччи численностью 8000 человек была в значительной степени уничтожена. Сам он с двумя ведущими генералами и многими офицерами попал в плен. Потери австрийцев были очень малы: 4 офицера и 100 рядовых. 
Браунау сдался 4 июля. Вскоре после этого австрийцы заняли оккупированные французами города Дингольфинг, Ландау и Деггендорф.